# Quercus sinuata
Quercus sinuata Walter – gatunek rośliny z rodziny bukowatych (Fagaceae Dumort.). Występuje naturalnie w Meksyku (w stanach Coahuila, Nuevo León i Tamaulipas) oraz południowych i południowo-wschodnich Stanach Zjednoczonych (w Oklahomie, Teksasie, Alabamie, Arkansas, na Florydzie, w Georgii, Luizjanie, Missisipi, Południowej Karolinie i Północnej Karolinie). 

## Morfologia
PokrójZimozielone drzewo lub krzew, często wielopniowe. Dorasta do 15 m wysokości. Kora ma szarą lub brązową barwę.
LiścieBlaszka liściowa ma kształt od lancetowatego do podłużnego lub romboidalnego. Mierzy 3–12 cm długości oraz 2,5–6 cm szerokości, jest całobrzega lub nieregularnie ząbkowana na brzegu, ma ostrokątną, klinową lub rozwartą nasadę i zaokrąglony lub jakby potrójnie klapowany wierzchołek. Ogonek liściowy jest nagi i ma 2–5 mm długości.
OwoceOrzechy zwane żołędziami o kształcie od jajowatego do podługowatego, dorastają do 7–15 mm długości i 7–12 mm średnicy. Osadzone są pojedynczo w miseczkach w kształcie kubka, które mierzą 2–8 mm długości i 8–15 mm średnicy. Orzechy otulone są miseczkami w 15–25% ich długości.

## Biologia i ekologia
Rośnie w widnych lasach, suchych zaroślach, na łąkach oraz brzegach rzek. Występuje na wysokości do 600 m n.p.m.

## Zmienność
W obrębie tego gatunku wyróżniono jedną odmianę:
- Quercus sinuata var. breviloba (Torr.) C.H.Mull.